# Emmanuel Pahud
Emmanuel Pahud (Ginevra, 27 gennaio 1970) è un flautista svizzero.

## Storia
Ha iniziato gli studi musicali a Roma, per proseguirli in seguito a Bruxelles e al Conservatorio di Parigi dove, nel 1990, ottiene il suo Premier Prix. Intraprende in seguito degli studi supplementari sotto la guida di Aurèle Nicolet.
Tra i premi ricevuti vi sono i premi della Fondazione Menuhin, della Tribuna Internazionale dei Giovani Interpreti dell'UNESCO. Una lunga serie di affermazioni nei concorsi internazionali (Duino 1988, Kōbe 1989), sfocia nel primo premio all'unanimità al leggendario concorso di Ginevra, sua città natale, nel 1992. Inizia così la sua fenomenale carriera, al tempo stesso solistica, cameristica ed orchestrale: Emmanuel Pahud diventa a soli ventidue anni primo flauto solista dei Berliner Philharmoniker (sotto la direzione di Claudio Abbado), posto che detiene fino al 2000 e che riprende nel 2002, dopo un interludio di un anno consacrato all'insegnamento al Conservatorio superiore di Ginevra.
Nel 1998 è stato insignito della Victoire de la Musique Classique come solista strumentale dell'anno.

## Repertorio
Impostosi come uno dei più significativi interpreti della sua generazione, in discendenza diretta dei grandi flautisti del passato, soprattutto quelli di scuola francese, Pahud porta avanti una carriera contrassegnata da varietà (dal repertorio barocco a quello contemporaneo, passando attraverso il jazz) e un grande prestigio. Oggi il flautista è presente in tutto il mondo, ospite dei più grandi festival e delle orchestre più prestigiose (Berliner Philharmoniker, London Philharmonic, NHK Symphony, Orchestre Philharmonique de Radio France, Tokyo Symphony...).
La discografia flautistica gode di un grande contributo grazie alla sua energica presenza e passa in rassegna tutti i capisaldi della letteratura. La sua curiosità musicale lo spinge molto spesso verso il repertorio cameristico, al fianco di partner come Eric Le Sage, Paul Meyer, Stephen Kovacevich, Jean-Guihen Queyras, Hélène Grimaud, Trevor Pinnock.

## Discografia
- 1993 - Flotenmusik - C.Ph.E. Bach, Ferroud, Fauré, Ferneyhough, Prokofiev - Musikzene Schweiz
- 1993 - Villa-Lobos - Marco Polo
- 1993 - Franck, Fauré - La Flute Traversiere
- 1994 - Beethoven - Auvidis Valois
- 1994 - Schubert - Auvidis Valois
- 1995 - Weber - Auvidis Valois
- 1997 - Mozart Concerti per Flauto - Emi Classics
- 1997 - Paris - Emi Classics
- 1998 - Cantos Y Danzas - Emi Classics
- 1998 - Haydn - Emi Classics
- 1999 - Mozart Quartetti per flauto e archi - Emi Classics
- 2000 - Brazilian Rhapsody - Teldec
- 2000 - Debussy, Ravel, Prokofiev - Emi Classics
- 2001 - Gubaidulina - Emi Classics
- 2001 - Bach - Emi Classics
- 2002 - Into the Blue - Emi Classics
- 2002 - Telemann - Emi Classics
- 2003 - Khachaturian, Ibert - Emi Classics
- 2003 - Beau Soir - Emi Classics
- 2004 - Strauss, Widor, Franck - Emi Classics
- 2005 - French Connection - Emi Classics
- 2006 - Vivaldi - Emi Classics
- 2006 - Brahms, Reinecke - Emi Classics
- 2007 - Nielsen - Emi Classics
- 2008 - J.S.Bach Le sonate per flauto - Emi Classics
- 2008 - Dalbavie, Jarrel, Pintscher - Emi Classics
- 2010 - Fantasy, a night at the opera - Emi Classics
- 2011 - Harald Genzmer - Solo Musica Munchen
- 2011 - The Flute King - Emi Classics
- 2012 - Franck Martin - Musique Suisse, Mgb CD Project Migros
- 2013 - Around the World - Warner Classics
- 2014 - Les Vents Français - Ibert, Jolivet, Milhaud, Ravel, Taffanel, Barber, Hindemith, Ligeti, Veress, Zemlinsky - Warner Classics
- 2014 - Les Vents Français - Poulenc, Farrenc, Roussel, Caplet, Mozart, Beethoven, Thuille, Korsakov - Warner Classics
- 2015 - Revolution - Devienne, Gianella, Gluck, Pleyel - Warner Classics
- 2016 - C.P.E. Bach Flute Concertos - Warner Classics
- 2016 - Les Vents Français - Ludwig Van Beethoven - Warner Classics
- 2018 - Les Vents Français - Concertante! Danzi, Mozart, Devienne, Pleyel - Warner Classics
- 2018 - Solo, musiche per flauto solo - Telemann, Nielsen, Karg-Elert, Varèse, Honegger, Ferroud, Berio, Helps, Takemitsu, Pärt, Pintscher, Widmann, Marais - Warner Classics
- 2019 - Les Vents Français - MODERNISTE - Milhaud, Jolivet, Magnard, Hersant, Nielsen, Escaich - Warner Classics
- 2019 - Doppler Discoveries - András Adorján & Emmanuel Pahud - FARAO Classics
- 2019 - Dreamtime - Penderecki, Reinecke, Mozart, Busoni, Takemitsu - Warner Classics
- 2020 - Les Vents Français - Romantique - Klughardt, Onslow, Spohr - Warner Classics
- 2020 - Alexander Desplat - Airlines - Emmanuel Pahud, Orchestre National de France - Warner Classics
- 2020 - Beethoven - Pahud, Barenboim, Kashimoto, Grosz, Careddu, Dervaux - Warner Classics
- 2021 - Les Vents Français - Hindemith, Wind Sonatas - Warner Classics
- 2021 - Mozart & Flute in Paris - Philippe Hersant, Camille Saint-Saens, Cécile Chaminade, Francis Poulenc, Gabriel Fauré, W.A.Mozart - Warner Classics - Pahud, Lenaerts, Leleux, Meyer, Vlactovic - Orchestre de Chambre de Paris François Leleux
- 2023 - Romances - Robert Schumann, Clara Schumann, Fanny Mendelssohn, Felix Mendelssohn - Warner Classics - Emmanuel Pahud, Eric Le Sage.
- 2024 - Mozart Stories - W.A. Mozart, violino sonate. - Warner Classics - Emmanuel Pahud, Eric Le Sage.
- 2025 - Eric Montalbetti - Orchestral Pictures, Flute concerto - Alfa Classics - Emmanuel Pahud, Orchestra de la Suisse Romande, Jonathan Nott.